# Centre de promotion de l'artisanat de Cotonou
Le Centre de Promotion de l'Artisanat (CPA) de Cotonou est un espace situé à Cotonou et qui assure la promotion des œuvres «Made in Bénin» en particulier et «Made in Africa»  en général. Le CPA est un centre public sous la tutelle du ministère des petites et moyennes entreprises et de la promotion de l'emploi,. C'est un centre qui sert de vitrine à la commercialisation des œuvres des artisans locaux et internationaux,,.

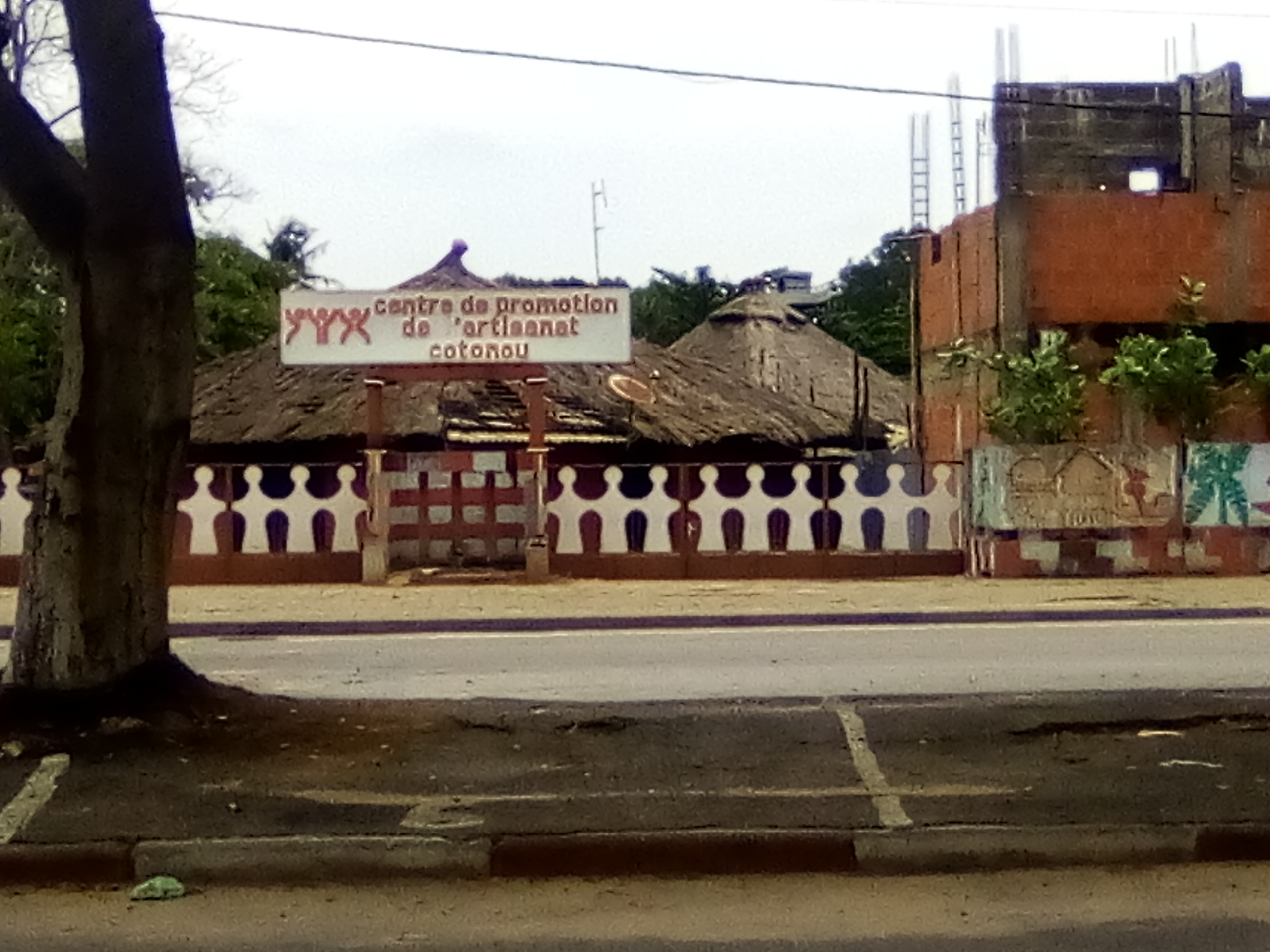
Centre de promotion de l'artisanat du Bénin - Vue de loin

Au CPA de Cotonou, on retrouve une pléthore de réalisations et d'artisans. Il y a entre autres, des œuvres en métaux (bronze, fer, l'aluminium, l'or...), en bois, en plastique, en argile, en calebasse. C'est l'un des endroits les plus visités par les touristes qui viennent au Bénin. On y voit les artisans au travail et ces derniers expliquent au visiteurs curieux les différentes étapes de fabrication de divers objets en vente dans les boutiques attenantes,,. 
Le Centre de Promotion de l'Artisanat de Cotonou dispose d'un restaurant et d'un marché où on commercialise des produits finis tels que des sculptures, des bijoux, des masques et instruments de musique traditionnelle, des poteries, des bracelets, des objets en cuir, des tissus appliqués,,,.
Le CPA sera bientôt rasé. Les artisans et les autres occupants doivent quitter les lieux au plus tard le 31 décembre 2021.

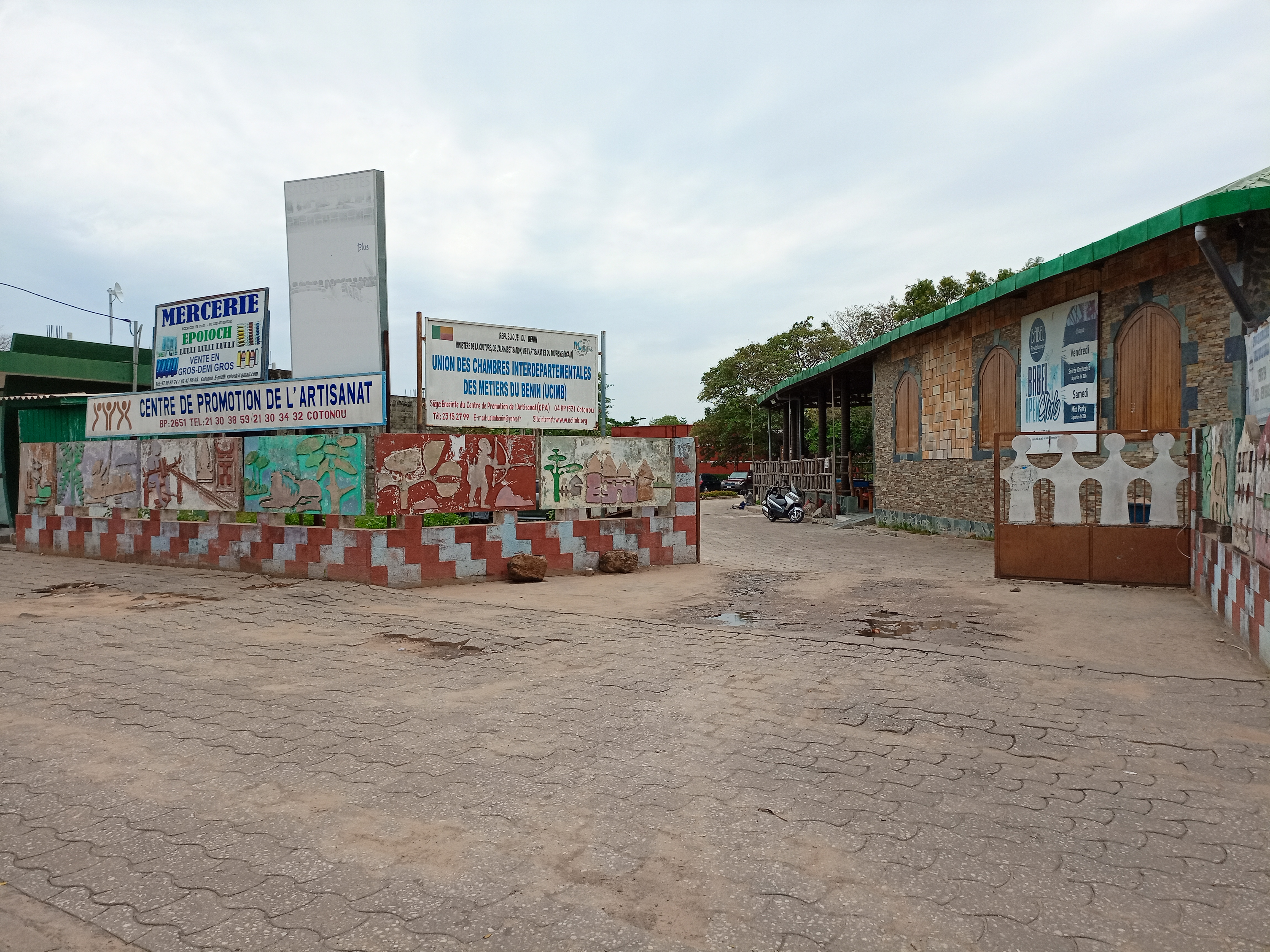
Centre de promotion de l'artisanat de Cotonou
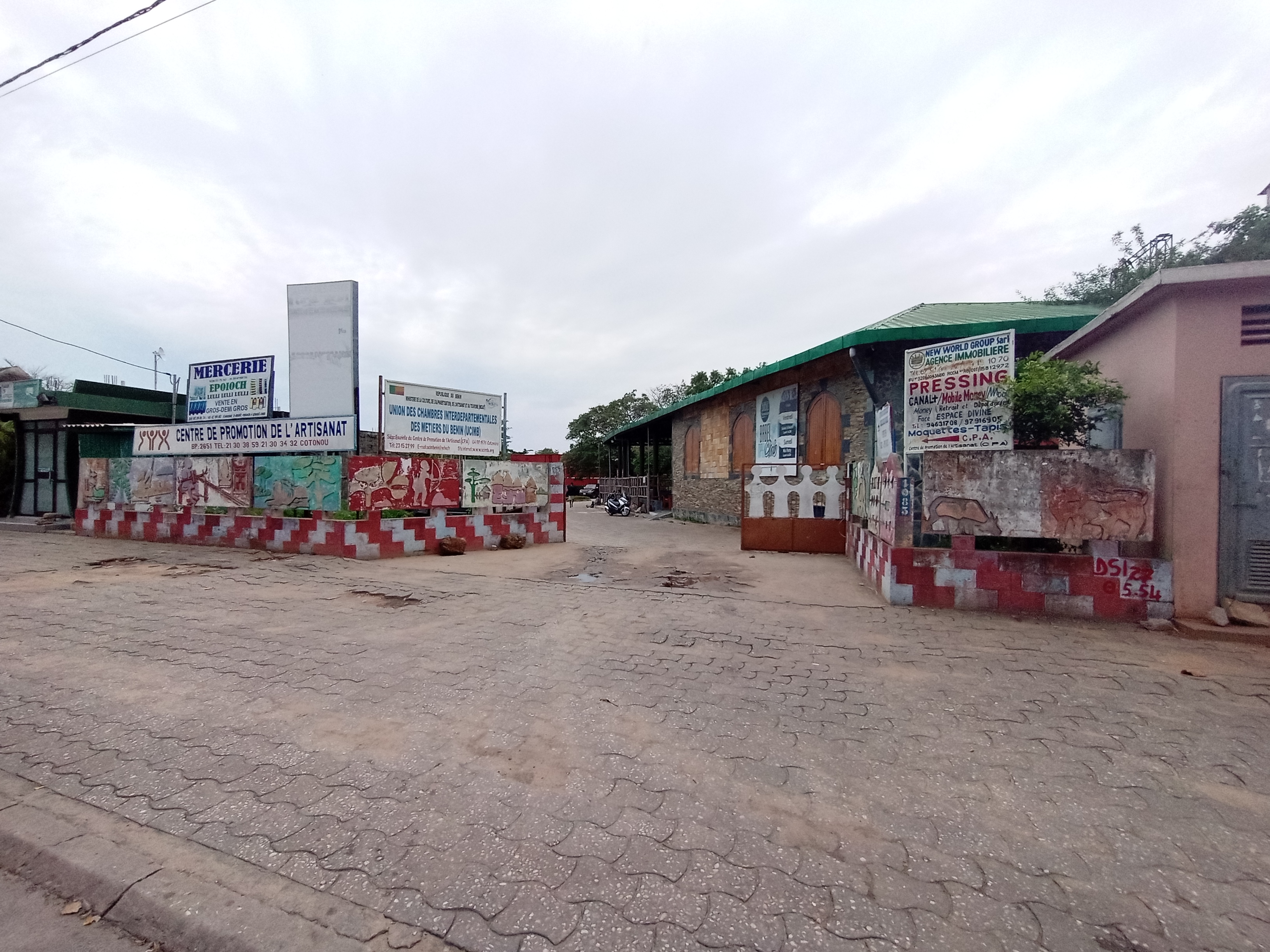
Centre de promotion de l'artisanat de Cotonou